# David Menkes
David Menkes (Madrid, 1963) es un director de cine y guionista español.

## Historia
Nació en Madrid en el año 1963. Criado en una familia dedicada al cine, su padre Samuel Menkes era productor de cine de películas como Calle Mayor de Juan Antonio Bardem (1956) o de la mayoría de la filmografía de Marisol, y su madre montadora de cine.
Pasó por numerosos puestos de trabajo, desde meritorio hasta auxiliar de dirección en la mayoría de producciones de su padre.

## Filmografía
- Por un puñado de besos (2014) [director y coguionista]
- Mentiras y gordas (2009) [codirector y coguionista]
- Entre vivir y soñar (2004) [codirector y coguionista]
- I love you, baby (2001) [codirector y coguionista]
- Sobreviviré (1999) [codirector y coguionista]
- Atómica (1998) [codirector y coguionista]
- Más que amor, frenesí (1996) [codirector y coguionista]

## Nominaciones
Premio Goya
| Año  | Categoría            | Película              | Resultado |
| ---- | -------------------- | --------------------- | --------- |
| 1996 | Mejor director novel | Más que amor, frenesí | Nominado  |